# Thalaina clara
Thalaina clara is een vlinder uit de familie van de spanners (Geometridae). De vlinder heeft een spanwijdte van rond de 50 millimeter. De soort komt voor in het zuidoosten van Australië en is daar endemisch. De waardplanten van deze soort zijn Acacia mearnsii en Acacia dealbata.